# Як убити монстра
«Як убити монстра» (англ. How to Kill a Monster) — книга Роберта Стайна з серії Goosebumps. Книга написана від першої особи, українською не видавалася.

## Сюжет
Гретхен і Кларк приїжджають на канікули до бабусі з дідусем. Гретхен звертає увагу на замкнену кімнату, в яку бабуся з дідусем забороняють іти. (Пізніше Гретхен стає свідком того, як дідусь носить до кімнати їжу). Одного разу під час гри в хованки Гретхен відчиняє двері і бачить там монстра. Гретхен тікає, а монстр виходить на свободу. Гретхен, Кларк і їхня собака Чарлі намагаються тікати, проте всі двері і вікна в будинку закриті. Вони знаходять два листи від бабусі з дідусем, читають один з них і дізнаються, що вони поїхали за допомогою, признаючись їм у листі про монстра і застерігаючи не відкривати таємні двері і не виходити з дому. Гретхен і Кларк намагаються вбити монстра, проте в них не виходить. Монстр уже збирається з"їсти Гретхен, але виявляється, що в нього алергія на людей. Монстр непритомніє і проламує двері, Гретхен і Кларк тікають далеко в болота і аж тоді відкривають другий лист від бабусі з дідусем, з якого дізнаються, чому дідусь з бабусею закрили їх в будинку: на болотах живуть десятки таких самих монстрів. Гретхен і Кларк зупиняються і Гретхен говорить, що в неї більше немає ідей.